# Hanna Rönnberg
Johanna "Hanna" Sofia Rönnberg (født 16. april 1862 i Tavastehus i Finland, død 9. oktober 1946 i Helsingfors) var en finlandssvensk billedkunstner og forfatter.
Hun uddannede sig ved i Helsingfors 1875–81 og ved Kunstakademiet i Stockholm 1881–85. Hun studerede også i Paris, på Académie Julian 1887–89 og senere på Académie Colarossi.
Hanna Rönnberg malede landskabsmalerier og var en overgang aktiv i Önningebykolonien omkring Victor Westerholm på Åland. Hun rejste senere med Edvard Westman, som hun en overgang var forlovet med, til Skagen i Danmark. Her blev de begge optaget i kunstnerkolonien der. Forlovelsen blev dog ophævet efter et par år, og begge kunstnerne forblev ugifte. Hun har bl.a. malet altertavlerne i Grankulla kirke og Säynätsalo kirke - begge i Finland.
Rönnberg var redaktør for Hjemma och ute i perioden 1910–17 og skrev som ung flere bøger, hovedsageligt noveller med historier fra skærgården i Åland, og senere - i en moden alder - bøger omkring oplevelser fra kunstnerkarrieren og om malerkolonierne i Skagen og Önningeby.